# Сюрп'єр
Сюрп'єр (фр. Surpierre) — громада  в Швейцарії в кантоні Фрібур, округ Бруа.

## Географія
Громада розташована на відстані близько 50 км на південний захід від Берна, 23 км на захід від Фрібура.
Сюрп'єр має площу 14,8 км², з яких на 6,3% дозволяється будівництво (житлове та будівництво доріг), 60,8% використовуються в сільськогосподарських цілях, 32,4% зайнято лісами, 0,5% не є продуктивними (річки, льодовики або гори).

## Демографія
2019 року в громаді мешкало 1115 осіб (+13,8% порівняно з 2010 роком), іноземців було 12,8%. Густота населення становила 75 осіб/км².
За віковим діапазоном населення розподілялося таким чином: 21,2% — особи молодші 20 років, 62,2% — особи у віці 20—64 років, 16,7% — особи у віці 65 років та старші. Було 453 помешкань (у середньому 2,4 особи в помешканні).
Із загальної кількості 216 працюючих 79 було зайнятих в первинному секторі, 73 — в обробній промисловості, 64 — в галузі послуг.